# Turehua
Turehua is een geslacht van uitgestorven weekdieren uit de klasse van de Gastropoda (slakken). Exemplaren van dit geslacht zijn slechts als fossiel bekend.

## Soorten
- Turehua crassispiralis Beu & Maxwell, 1987 †
- Turehua dubia (P. Marshall, 1918) †
- Turehua lividorupis Beu & Maxwell, 1987 †
- Turehua ponscuspidis Beu & Maxwell, 1987 †
- Turehua tenuispiralis Beu & Maxwell, 1987 †